# سباستین اینگروسو
سباستین کارماین اینگروسو (سوئدی: Sebastian Ingrosso؛ زادهٔ ۲۰ آوریل ۱۹۸۳) دی‌جی، ترانه‌سرا و تهیه‌کننده موسیقی اهل سوئد است. او عضو گروه سوئدیش هاوس مافیا به‌همراه اکسول و استیو آنجلو است.